# Triazol
Termenul de triazol face referire la un compus heterociclic cu formula chimică C2H3N3. Triazolii sunt compuși heterociclici cu heterociclu pentaatomic, alcătuit din doi atomi de carbon și trei atomi de azot. Unele medicamente din categoria antifungicelor conțin în structura lor nuclee triazolice, cum este de exemplu cazul fluconazolului.
Există două tipuri de izomeri din clasa triazolilor, care diferă prin poziția relativă a celor trei atomi de azot. Fiecare dintre acestea prezintă câte două forme tautomere, care diferă prin poziția de legare a unui atom de hidrogen la unul dintre atomii de azot:
- 1,2,3-triazol

1H-1,2,3-triazol
2H-1,2,3-triazol

- 1,2,4-triazol

1H-1,2,4-triazol
4H-1,2,4-triazol